# 유성가면
《유성가면》은 유튜브 채널이다. 

## 주요 콘텐츠
- 라디오 독서실
- 만화주제가 골든
- 만화주제가모음집
- 잉글리쉬 얼라이브 (한국어판)
- 최신TV만화골든
- KBS 만화영화주제가
- TV 만화영화주제가
- TV 만화주제가
- TV 최신 인기만화주제가